# Takuya Sasagaki
Takuya Sasagaki (笹垣 拓也 Sasagaki Takuya?), född 1 juni 1991 i Shizuoka prefektur, är en japansk fotbollsspelare.
Sasagaki började sin karriär 2010 i Roasso Kumamoto. Efter Roasso Kumamoto spelade han för Fujieda MYFC. Han spelade 21 ligamatcher för klubben. Han avslutade karriären 2015.